# Grallipeza unimaculata
Grallipeza unimaculata är en tvåvingeart som beskrevs av Macquart 1846. Grallipeza unimaculata ingår i släktet Grallipeza och familjen skridflugor. Inga underarter finns listade i Catalogue of Life.